# AARSD1
AARSD1 (англ. PTGES3L-AARSD1 readthrough) – білок, який кодується однойменним геном, розташованим у людей на 17-й хромосомі. Довжина поліпептидного ланцюга білка становить 412 амінокислот, а молекулярна маса — 45 480.
| 10         |  | 20         |  | 30         |  | 40         |  | 50         |
| ---------- |  | ---------- |  | ---------- |  | ---------- |  | ---------- |
| MAFWCQRDSY |  | AREFTTTVVS |  | CCPAELQTEG |  | SNGKKEVLSG |  | FQVVLEDTVL |
| FPEGGGQPDD |  | RGTINDISVL |  | RVTRRGEQAD |  | HFTQTPLDPG |  | SQVLVRVDWE |
| RRFDHMQQHS |  | GQHLITAVAD |  | HLFKLKTTSW |  | ELGRFRSAIE |  | LDTPSMTAEQ |
| VAAIEQSVNE |  | KIRDRLPVNV |  | RELSLDDPEV |  | EQVSGRGLPD |  | DHAGPIRVVN |
| IEGVDSNMCC |  | GTHVSNLSDL |  | QVIKILGTEK |  | GKKNRTNLIF |  | LSGNRVLKWM |
| ERSHGTEKAL |  | TALLKCGAED |  | HVEAVKKLQN |  | STKILQKNNL |  | NLLRDLAVHI |
| AHSLRNSPDW |  | GGVVILHRKE |  | GDSEFMNIIA |  | NEIGSEETLL |  | FLTVGDEKGG |
| GLFLLAGPPA |  | SVETLGPRVA |  | EVLEGKGAGK |  | KGRFQGKATK |  | MSRRMEAQAL |
| LQDYISTQSA |  | KE         |  |            |  |            |  |            |

A: Аланін

C: Цистеїн

D: Аспарагінова кислота

E: Глутамінова кислота

F: Фенілаланін

G: Гліцин

H: Гістидин

I: Ізолейцин

K: Лізин

L: Лейцин

M: Метіонін

N: Аспарагін

P: Пролін

Q: Глутамін

R: Аргінін

S: Серин

T: Треонін

V: Валін

W: Триптофан

Кодований геном білок за функцією належить до фосфопротеїнів. 
Задіяний у таких біологічних процесах, як біосинтез білків, альтернативний сплайсинг. 
Білок має сайт для зв'язування з іонами металів, іоном цинку. 
Локалізований у цитоплазмі.